# Окенкур, Жорж де Монши
Жорж де Монши (фр. Georges de Monchy; ум. в декабре 1689), маркиз д'Окенкур (Hocquincourt) — французский генерал.

## Биография
Сын маршала Франции Шарля де Монши, маркиза д'Окенкура, и Элеоноры д'Этамп.
Капитан кавалерийского полка кардинала Мазарини (3.03.1644), участвовал во Фрайбургском сражении, осаде и взятии Филиппсбурга, Гермесхайма, Шпайера, Вормса, Майнца, Ландау; в 1645 году в бою при Мариентале, битве при Нёрдлингене, взятии Хайльбронна, возвращении Трира; в 1646 году в осаде и взятии Куртре, Берга, Мардика и Дюнкерка; в 1647 году Диксмёйде, крепостей Кнок, Ньифдам, Слёйс; в 1648 году в осаде и взятии Ипра, битве при Лансе; в 1649 году в блокаде Парижа и бою под Шарантоном.
Кампмейстер-лейтенант французского пехотного полка кардинала Мазарини (7.05.1649), участвовал в осаде Камбре, а также в осаде и взятии Конде. В 1650 году принимал участие в деблокировании Гюиза, взятии Ретеля и Ретельском сражении.
24 апреля 1651 полк Мазарини был переименован в Бретонский и поставлен под командование королевы-матери. Окенкур сохранил должность кампмейстер-лейтенанта; 26 мая был произведен в кампмаршалы и 28-го назначен в Пьемонтскую армию, находившуюся в обороне.
В кампанию 1652 года действовал в районе Парижа, под командованием отца участвовал в битве при Блено, в составе войск маршала Тюренна сражался в битве в Сент-Антуанском предместье. 2 июля сформировал кавалерийский полк, распущенный по окончании кампании.
31 марта 1653 был назначен преемником отца в должности генерального наместника Перонны, Мондидье и Руа и в тот же день получил под командование пехотный полк, стоявший гарнизоном в Перонне. В том же году участвовал в осаде и взятии Ретеля и Музона, а в 1654 году в деблокировании Арраса и осаде и взятии Ле-Кенуа.
Генерал-лейтенант (16 июня 1655). Под командованием Тюренна служил при осадах и взятии Ландреси, Конде и Сен-Гилена. 22 декабря, после отставки отца, стал генеральным наместником Перонны, Мондидье и Руа. В 1656 году маршал Окенкур пытался захватить Перонну, чтобы передать ее испанцам, но Жорж обстрелял его войско из крепостных орудий и заставил предателя ретироваться. После этого он прибыл к Людовику XIV в Амьен и бросился монарху в ноги, прося освободить от должности, занимать которую после измены отца он считал себя недостойным. Король его отставку не принял и Окенкур оставался наместником до конца жизни.
В 1657 году был при осаде Сен-Венана, оказании помощи Ардру, взятии Ла-Мот-о-Буа и Мардика. Пероннский полк был распущен 12 декабря 1659, по окончании войны.
28 июля 1661 маркиз д'Окенкур стал подполковником Бретонского полка, после упразднения должности генерал-полковник пехоты. После смерти королевы-матери 10 февраля 1666 был назначен полковником и шефом Бретонского полка, и оставался в этой должности до января 1668.
Во время Голландской войны командовал в Пикардии, 10 декабря 1673 сформировал кавалерийский полк, которым до февраля 1677 командовал в должности кампмейстера.
31 декабря 1688 был пожалован Людовиком в рыцари орденов короля.

## Семья
Жена (1660): Мари Моле (ум. 01.1694), дама де Жюзанвиньи, дочь Жана Моле, сеньора де Жюзанвиньи и Жанны-Габриели Моле
Дети:
- Жорж (ум. 11.07.1690), маркиз д'Окенкур. Губернатор Перонны. Командовал полком в Ирландии во время войны Аугсбургской лиги. Погиб, охраняя переправу в ходе битвы на реке Бойн
- Жан-Жорж (20.05.1662—27.08.1692). Мальтийский рыцарь (17.04.1668), маркиз д'Окенкур и губернатор Перонны после смерти старшего брата. Убит в бою под Юи
- Арман (ум. ребенком)
- Луи-Леонор (ок. 1665—9.05.1705), аббат Нотр-Дам-де-Боэри (1690)
- Габриель-Антуан. Мальтийский рыцарь
- Мари-Мадлен-Тереза-Женевьева (ок. 1669—8.05.1737, Пор-Ройяль), дама д'Окенкур. Муж (01.1694): Антуан де Па (ум. 1711), маркиз де Фёкьер, губернатор Вердена